# Diplotaxis elongata
Diplotaxis elongata är en skalbaggsart som beskrevs av Patricia Vaurie 1960. Diplotaxis elongata ingår i släktet Diplotaxis och familjen Melolonthidae. Inga underarter finns listade i Catalogue of Life.